# Janiszów (powiat Kamiennogórski)
Janiszów (Duits: Johnsdorf) is een dorp in de Poolse woiwodschap Neder-Silezië. De plaats maakt deel uit van de gemeente Kamienna Góra.